# Hakurei Seamount
Hakurei Seamount är ett djuphavsberg i Antarktis. Det ligger i havet utanför Östantarktis. Frankrike gör anspråk på området.